# Acrocercops epiclina
Acrocercops epiclina är en fjärilsart som beskrevs av Edward Meyrick 1918. Acrocercops epiclina ingår i släktet Acrocercops och familjen styltmalar. Inga underarter finns listade i Catalogue of Life.